# ゲール人の祝福
『ゲール人の祝福』（英語: A Gaelic Blessing）は、ジョン・ラターの作曲による合唱曲。混成四部合唱と、オルガンまたはオーケストラの伴奏から成る。1行目の歌詞から幾度も繰り返される2語にちなみ、『ディープ・ピース』（Deep Peace）の名でも知られる。ラターは、ネブラスカ州オマハの第一合同メソジスト教会内陣聖歌隊から、その指揮者であるメルヴィン・オルソンのためにと依頼を受け、この曲を作曲した。1978年、ヒンショウ・ミュージックやオックスフォード大学出版局、王立教会音楽学校から楽譜が出版された。